# Ancistrocerus geae
Ancistrocerus geae är en stekelart som beskrevs av Giordani Soika 1974. Ancistrocerus geae ingår i släktet murargetingar, och familjen Eumenidae. Inga underarter finns listade i Catalogue of Life.